# Simón Lecue
Simón Lecue Andrade (Arrigorriaga, 11 de febrero de 1912-Madrid, 25 de febrero de 1984) fue un futbolista español.
Jugó trece temporadas en Primera División; en las que ganó dos Ligas, una con el Real Betis en 1935 y otra con el Valencia en 1944. También ganó un título de Copa con el Real Madrid en 1936.

## Trayectoria
Debutó en el mundo del fútbol en 1927, en las filas del C. D. Padura. Fue fichado por el Basconia en 1929, donde permaneció hasta 1930, cuando fue traspasado al Deportivo Alavés, que acababa de ascender a Primera División, donde formó parte de un gran equipo al lado de Jacinto Quincoces, Ciriaco Errasti, y Manuel Olivares. 
En agosto de 1932, fue contratado por el Betis Balompié que acababa de subir a primera división por 31nbsp;000 pesetas, 15.000 para el jugador y 16.000 para el club vitoriano. En el Betis, fue un referente del equipo y consiguió el título de liga de 1935, el único en la historia del equipo verdiblanco. Su buen hacer le llevó a debutar con la selección española en 1934, durante el mundial de Italia.
En 1935, al terminar su contrato con los andaluces, fichó por el Madrid CF a cambio de 60 000 pesetas, que constituyó el fichaje más caro en ese momento. Con el club blanco obtuvo la Copa de 1936, y permanecería hasta 1942, logrando 40 goles en 118 partidos. 
Fichó por el Valencia CF en 1942, con quien ganó la liga de 1944 y donde coincidió con otros grandes jugadores vascos como Mundo y Gorostiza. Después de dejar el conjunto ché, militó en el Chamberí y el Real Zaragoza, dónde puso fin a su carrera deportiva.

## Selección Nacional
Fue siete veces internacional con España, debutando contra Brasil en el Mundial de 1934, en el que España cuajó una gran actuación ganando por 3 a 1.